# 埼玉県立熊谷高等技術専門校秩父分校
埼玉県立熊谷高等技術専門校秩父分校（さいたまけんりつくまがやこうとうぎじゅつせんもんこうちちぶぶんこう）は、埼玉県秩父市にある県立の職業能力開発校である。

## 沿革
- 2009年（平成21年）4月1日 - 秩父高等技術専門校は熊谷高等技術専門校と統合し、熊谷高等技術専門校秩父分校となる。

## 設置訓練科
全日制一年課程
- 電気設備管理科

全日制六月課程
- 介護サービス科

## 所在地
- 秩父市上町3-21-7

## 最寄り駅
- 秩父鉄道　御花畑駅
- 西武鉄道　西武秩父駅

## 県内の高等技術専門校
- 埼玉県立中央高等技術専門校
- 埼玉県立川口高等技術専門校
- 埼玉県立川越高等技術専門校
- 埼玉県立川越高等技術専門校飯能分校（川越高等技術専門校に統合し2009年4月1日廃止）
- 埼玉県立春日部高等技術専門校
- 埼玉県立熊谷高等技術専門校
- 埼玉県立職業能力開発センター